# 傍江駅
傍江駅（ぼうこうえき）とは中華人民共和国広東省広州市番禺区亜運大道に位置する広州地下鉄3号線の駅である。

## 歴史
計画時の仮駅名は「番禺客運站駅」（番禺バスターミナル駅）であった。
- 2024年11月1日：開業[2]。

## 駅構造
島式ホーム1面2線を有する地下駅。

### のりば
| 番線 | 路線    | 行先                           |
| ---- | ------- | ------------------------------ |
| 1    | ■ 3号線 | 海傍方面                       |
| 2    | ■ 3号線 | 機場北・天河バスターミナル方面 |

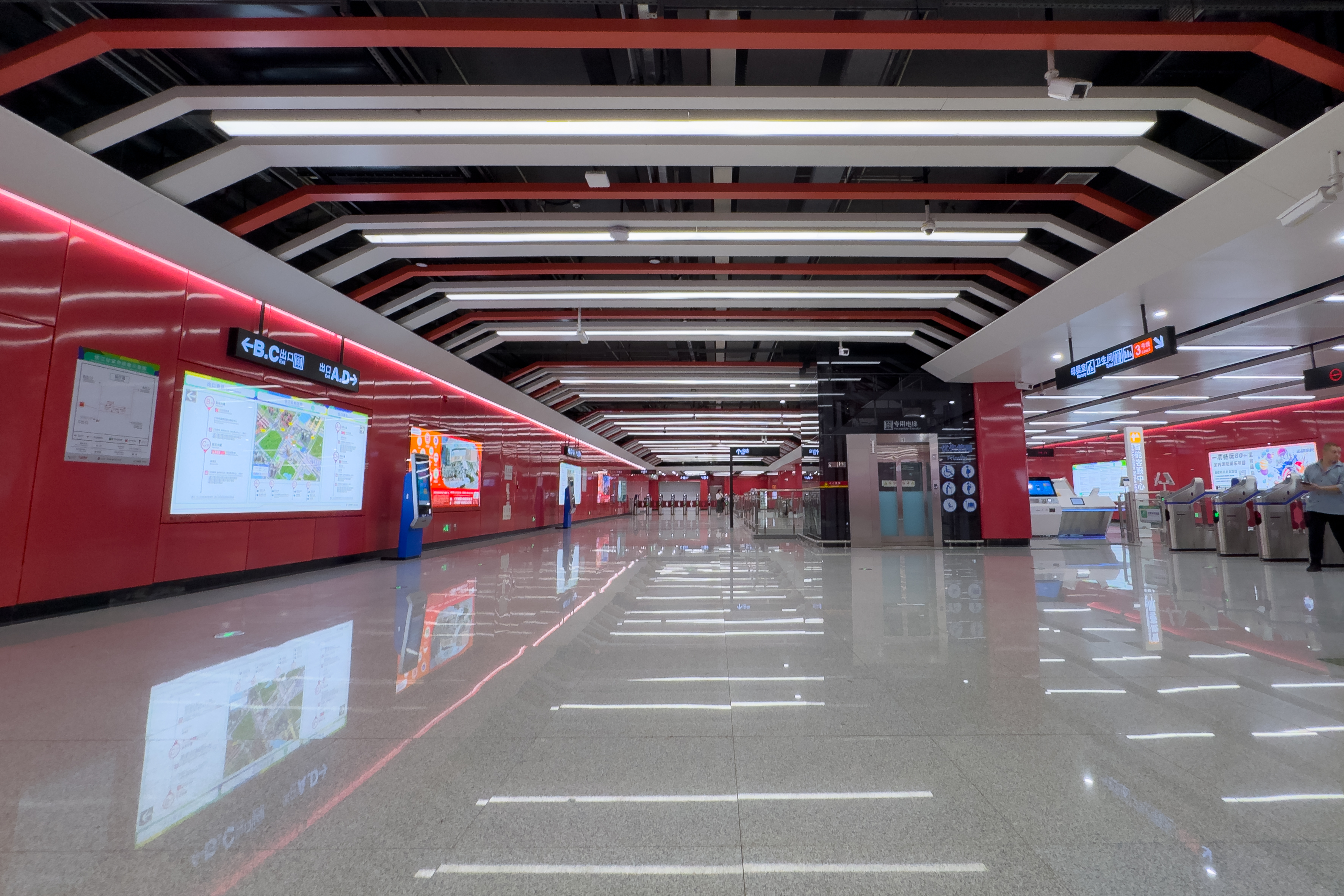
コンコース
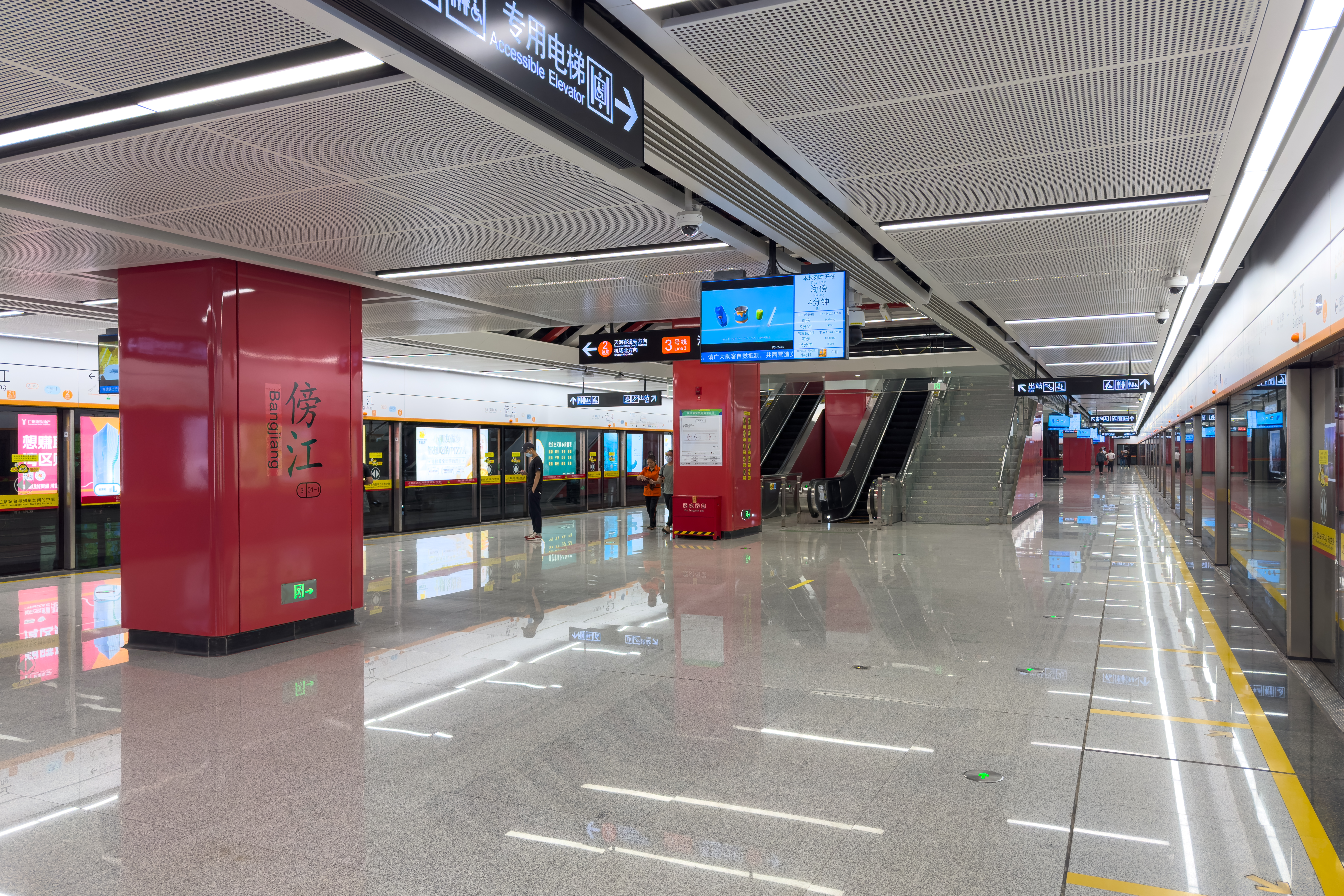
ホーム

## 駅周辺
- 喜盈匯ビジネスセンター
- 永業ビル
- 番禺報業プラザ
- 広州市番禺区行政サービスセンター
- 信業・尚東尚築
  - 信業尚東匯

## 隣の駅
広州地下鉄
■ 3号線
石碁南駅 301-2 - 傍江駅 301-1 - 番禺広場駅 301